# Dessalines (kommun)
Dessalines är en kommun i Haiti.   Den ligger i departementet Artibonite, i den centrala delen av landet, 80 km norr om huvudstaden Port-au-Prince. Antalet invånare är 165 424. Arean är 459 kvadratkilometer.
Terrängen i Dessalines är huvudsakligen kuperad, men västerut är den platt.